# Чха Є Рьон
Чха Є Рьон (кор. 차예련) — південнокорейська акторка.

## Біографія
Пак Хьон Хо народилася 16 липня 1985 року в столиці Республіки Корея місті Сеул. Перед початком акторської кар'єри вона взяла сценічне ім'я Чха Є Рьон. Першою роллю в кінокар'єрі Є Рьон стала роль в фільмі жахів «Голос». У 2007 році молода акторка дебютувала на телебаченні зігравши одну з головних ролей в мелодраматичному серіалі «Жорстоке кохання». Підвищенню популярності Є Рьон сприяли ролі в популярних серіалах «Лікар Чамп» та «Королівська родина». Першим фільмом в якому Є Рьон зіграла головну роль став фільм «Занадто багато акторок», прем'єра якого відбулася у лютому 2014 року. У листопаді 2019 року відбулася прем'єра драматичного серіалу «Милостива помста», одну з головних ролей в якому виконує Є Рьон.

### Особисте життя
Зі своїм майбутнім чоловіком актором Чу Сан Уком, Є Рьон познайомилася на спільних зйомках в серіалі «Гламурна спокуса», незабаром після закінчення якого вони офіційно підтвердили що зустрічаються. Весілля відбулося в одному з готелів Сеула у травні 2017 року. Наприкінці липня наступного року в подружжя народився первісток

## Фільмографія

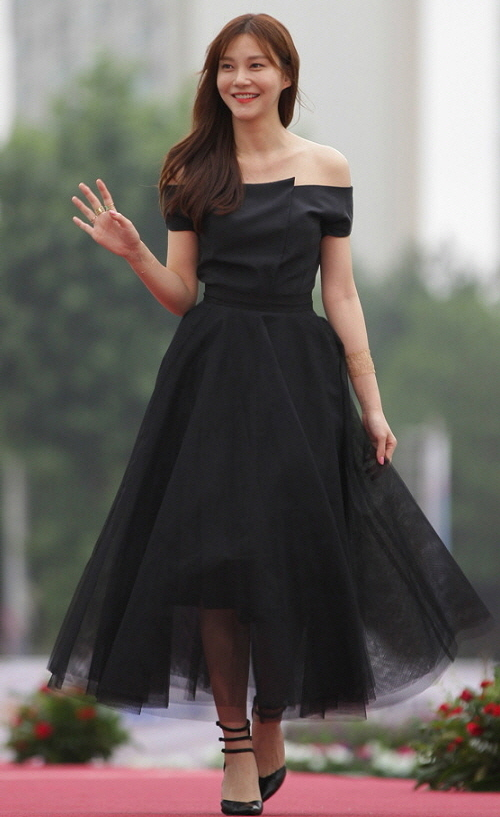
Чха Є Рьон у 2015 році

### Телевізійні серіали
| Рік       | Назва                        | Роль                     | Мережа |
| --------- | ---------------------------- | ------------------------ | ------ |
| 2007      | «Жорстоке кохання»           | Чо Ан / Пак Сін Йон      | KBS2   |
| 2008      | «Працююча мати»              | Ко Ин Чжі                | SBS    |
| 2008-2009 | «Зірковий коханець»          | Чхве Ин Йон              | SBS    |
| 2009      | «Стиль»                      | сама себе (камео)        | SBS    |
| 2009      | «Непереможний Лі Пьон Кан»   | Кван Ча Рак              | KBS2   |
| 2010      | «Лікар Чамп»                 | Кан Хї Йон               | SBS    |
| 2011      | «Королівська родина»         | Чо Хьон Чжін             | MBC    |
| 2013-2014 | «Золота веселка»             | Кім Чхон Вон / Юн Ха Бін | MBC    |
| 2014      | «Занадто прекрасна для мене» | Сін Хє Юн                | SBS    |
| 2015-2016 | «Гламурна спокуса»           | Кан Іль Чжу              | MBC    |
| 2019      | «Парфум»                     | Хан Чі На                | KBS2   |
| 2019-2020 | «Милостива помста»           | Хан Ю Чжін / Хон Ю Ра    | KBS2   |
| 2022      | «Золота маска»               | Ю Су Йон                 | KBS2   |

### Фільми
| Рік  | Назва                       | Роль           |
| ---- | --------------------------- | -------------- |
| 2005 | «Голос»                     | Чо А           |
| 2006 | «Кривава арія»              | Ін Чон         |
| 2007 | «Миї: Легенда про портрет»  | Со Йон         |
| 2008 | «До Ре Мі Фа Соль Ля Сі До» | Юн Чон Вон     |
| 2009 | «Куди ти йдеш?»             | Ин Йон (камео) |
| 2011 | «Маленька чорна сукня»      | Чхве Су Чжін   |
| 2011 | «Сектор 7»                  | Пак Хьон Чон   |
| 2014 | «Планова людина»            | Лі Чі Вон      |
| 2014 | «Занадто багато акторок»    | На Бі          |
| 2014 | «Тенор — Ліріко Спінто»     | Лі Юн Хї       |
| 2015 | «Обрані: Заборонена печера» | Чу Хе Ін       |
| 2015 | «Дух-близнюк»               |                |

## Нагороди
| Рік  | Нагорода                             | Категорія                                         | Робота                                 | Результат | Прим.  |
| ---- | ------------------------------------ | ------------------------------------------------- | -------------------------------------- | --------- | ------ |
| 2008 | 1-ша Корейська ювілірна премія       | Смарагдова нагорода                               | Н/Д                                    | Перемога  |        |
| 2008 | 2-га Премія корейської драми         | Нагорода Netizen за популярність                  | «Працююча мати»                        | Номінація |        |
| 2008 | 16-та Премія SBS драма               | Нова зірка                                        | «Працююча мати»                        | Перемога  | [ 8 ]  |
| 2011 | 6-й Азійський модельний фестиваль    | Зіркова модель                                    | Н/Д                                    | Перемога  |        |
| 2011 | 30-та Премія MBC драма               | Краща нова акторка мінісеріалу                    | «Королівська родина»                   | Номінація |        |
| 2012 | 7-й Азійський модельний фестиваль    | Популярна зірка BBF                               | Н/Д                                    | Перемога  |        |
| 2014 | 7-ма Премія стиль життя Herald Donga | Краще вбрання                                     | Н/Д                                    | Перемога  | [ 9 ]  |
| 2014 | 22-га Премія SBS драма               | Нагорода за майстерність (акторка мінісеріалу)    | «Занадто прекрасна для мене»           | Номінація |        |
| 2019 | 33-тя Премія KBS драма               | Нагорода за майстерність (акторка щоденної драми) | «Милостива помста»                     | Перемога  | [ 10 ] |
| 2022 | 20-та Премія розваг KBS              | Нагорода новачку (категорія шоу і вар'єте)        | «Найкращий рецепт зірок у Фан-старані» | Номінація |        |
| 2022 | 20-та Премія розваг KBS              | Найкращий артист естради                          | «Найкращий рецепт зірок у Фан-старані» | Перемога  |        |
| 2022 | 36-та Премія KBS драма               | Нагорода за майстерність (акторка щоденної драми) | «Золота маска»                         | Перемога  | [ 11 ] |